# Brockenské strašidlo

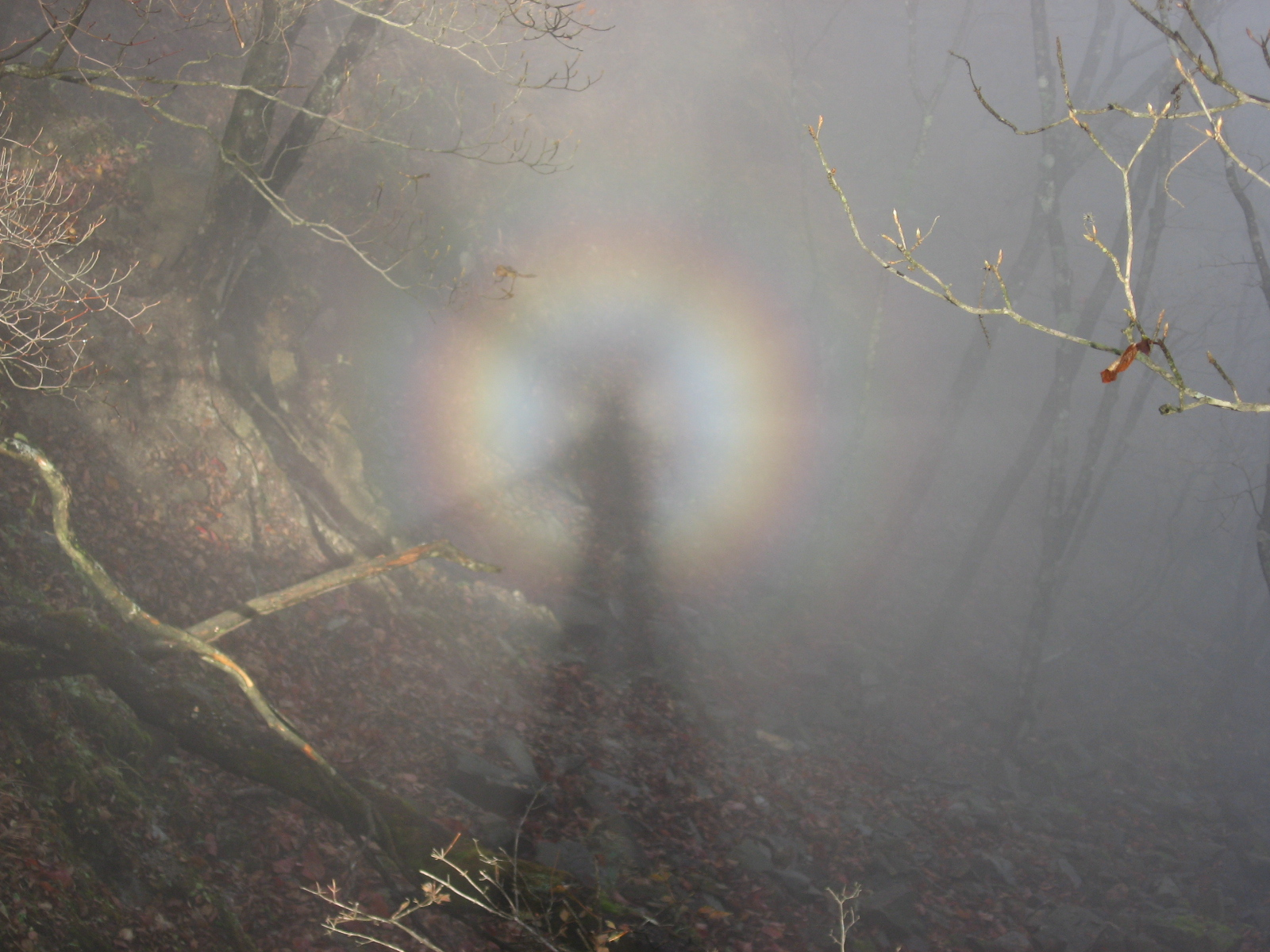
Brockenské strašidlo

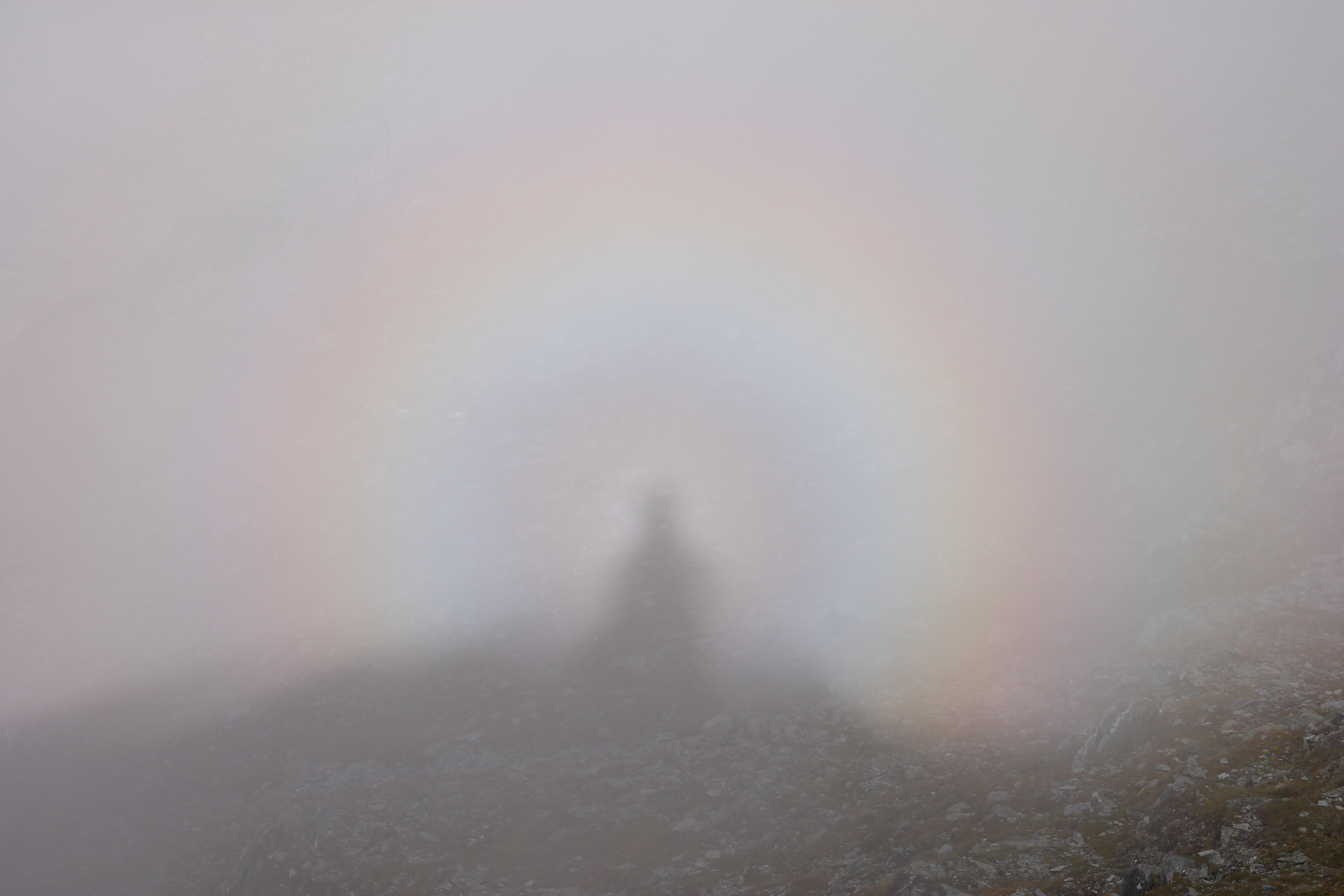
Brockenské strašidlo ve Fagaraši

Brockenské strašidlo (německy Brockengespenst), nazývané též vidmo, horský přízrak či Brockenské spektrum, je ohromně zvětšený stín pozorovatele, vržený na horní povrch mraků proti slunci. Tento jev se může objevit na jakémkoliv mlhavém horském svahu nebo okraji mraku, nebo dokonce z letounu, ale časté mlhy a snadná dostupnost kvůli nízké nadmořské výšce vrcholu Brocken, nejvyšší hory v pohoří Harz v Německu, vytvořily místní legendy, z nichž čerpá fenomén své jméno. Brockenské strašidlo bylo pozorováno a popsáno Johannem Silberschlagem v roce 1780, a od té doby bylo často zaznamenáno v literatuře o daném regionu.
Tento „přízrak“ se objevuje, když slunce svítí zezadu na horolezce, který se dívá dolů z hřebene nebo vrcholu hory do mlhy. Světlo projektuje horolezcův stín prostřednictvím mlhy, často v nezvyklém trojúhelníkovém tvaru díky perspektivě. Zdánlivé zvětšení velikosti stínu je optická iluze, ke které dochází, když pozorovatel porovnává svůj stín dle relativně blízkých oblaků, které mají být ve stejné vzdálenosti jako vzdálené pozemní objekty viděné přes mezery v oblacích, nebo jen podle jeho velikosti. Stín padá také na vodní kapky v různé vzdálenosti od oka, čímž klame prostorové vnímání. Přízrak se může hýbat (někdy zcela náhle) kvůli pohybu mrakové vrstvy.
Vidmo spatřují kromě horolezců také například turisté, lyžaři, paraglidisté a letci, tedy ti, kteří se pohybují nad mraky.
Hlava postavy je často obklopená zářící gloriolou. Kroužky barevného světla se objevují přímo proti Slunci, když sluneční světlo se odráží od mraku jednotně velkých vodních kapek.